# Побуна морнара у Килу
Побуна морнара у Килу почела је недељу дана уочи капитулације Немачке у Првом светском рату на ратним бродовима у Килу, што је био увод у Немачку револуцију. Побуна морнара се проширила на више градова (Хамбург, Либек, Бремен), где су формиране привремене револуционарне владе. Након обрачуна власти са побуњеницима, немачки парламент је 6. фебруара 1919. укинуо њихову власт. 